# Kulturåret 1848

## Händelser
- 4 december – Carl Fredrik Ridderstads pjäs Syskonen eller Hattarnas och Mössornas sista strid har urpremiär i operahuset i Stockholm [1].

## Nya verk
- Banditen : berättelse av August Blanche
- Catharina Månsdotter av Wilhelmina Stålberg
- Främlingen på Wildfell Hall av Anne Brontë
- Fänrik Ståls sägner (första samlingen) av Johan Ludvig Runeberg
- Första älskarinnan av August Blanche
- Hittebarnet av August Blanche
- Kameliadamen av Alexandre Dumas d.y
- Komedianterne eller Ett resande teatersällskap av August Blanche uruppförs på Kungliga Teatern i Stockholm
- Kommunistiska manifestet av Karl Marx.
- Vilda rosor av Talis Qvalis
- Vita nätter av Fjodor Dostojevskij

## Födda
- 12 februari – Emil von der Osten (död 1905), tysk skådespelare, verksam i Sverige.
- 18 februari – Louis Comfort Tiffany (död 1933), amerikansk glaskonstnär.
- 2 mars – Anna Hamilton-Geete (död 1913), svensk författare och översättare.
- 14 mars – Laura Fitinghoff (död 1908), svensk barnboksförfattare.
- 15 maj – Viktor Vasnetsov (död 1926), rysk konstnär.
- 7 juni – Paul Gauguin (död 1903), fransk målare, skulptör och grafiker.
- 13 juli – Otto Hesselbom (död 1913), svensk målare.
- 19 augusti – Gustave Caillebotte (död 1894), fransk målare inom impressionismen.
- 5 oktober – Édouard Detaille (död 1912), fransk målare.

## Avlidna
- 19 januari – Isaac D'Israeli, 81, brittisk författare.
- 13 februari – Sophie von Knorring, 50, svensk författare.
- 8 april – Gaetano Donizetti, 50, italiensk tonsättare.
- 9 augusti – Frederick Marryat, 56, brittisk författare.
- 17 oktober – Jacob Philip Tollstorp, 81, svensk författare.